# Formigliana
Formigliana (piemontiul: Formian-a) település Olaszországban, Vercelli megyében. Lakosainak száma 498 fő (2023. január 1.). Formigliana Carisio, Casanova Elvo, Villarboit, Balocco és Santhià községekkel határos.

## Népesség
A település népességének változása:
| Lakosok száma | 507  | 501  | 498  |
|               | 2017 | 2018 | 2023 |